# Enrique Martínez Reguera
Enrique Martínez Reguera (La Coruña, 1935) es un filósofo, psicólogo, pedagogo y escritor español. Habiendo ejercido durante más de cuarenta años como educador de jóvenes en casas de tutela, ha escrito varios libros sobre esa misma educación. Ha luchado en pro de la dignidad de niños y jóvenes, y fruto de esta labor educativa ha colaborado en la fundación de las madrileñas Coordinadora de Barrios y Escuela sobre Marginación.

## Biografía
Es cofundador de la Escuela de Marginación de Madrid y fundador de asociaciones como la Coordinadora de Barrios, es miembro asimismo del centro San Pío X de la Universidad de Salamanca, España. En su obra se puede apreciar la sensibilidad a favor de los más débiles; obra que se ha proyectado a América Latina con su trabajo en Brasil. Debido a la atracción que el mundo de la infancia producía sobre él, estudió pedagogía, y más tarde psicología y filosofía, pensando en ser útil a los niños para mejorar su infancia. Tras más de 40 años aplicados a revisar la pedagogía, 30 de intensa convivencia con niños y jóvenes marginados, dice no haber tenido mejores maestros que los propios niños.

## Obra[3]
- La calle es de todos (1982)
- Cachorros de nadie (1988)
- Catón moderno para analfabetos de la vida (1990)
- Tiempo de coraje (1996)
- Pedagogía para mal educados (1999)
- Cuando los políticos mecen la cuna (2001)
- Troya Nagó. Historia de Zumbi de los Palmares (2002)
- De tanta rabia tanto cariño (2006)
- Con los niños no se juega (2007)
- Remando contracorriente (2009)
- Esa persona que somos (2012)
- No le pongáis alambradas al viento (2014)
- Manifiesto personal contra el sistema (2015)
- Relatos breves con espoleta (2016)